# Luis Lorenzo Sampedro
Luis Lorenzo Sampedro   (Fresno el Viejo, 1919 - la Palma de Cervelló, 3 de desembre de 2008) va ser un batlle franquista d'Esplugues de Llobregat.

## Biografia
Va arribar a Esplugues el 1939, acabada la Guerra Civil. El 6 de desembre de 1943 es va casar amb Bleuette Guidarini Lardi, amb qui va tenir dos fills, Elena i Luis.
El 1952 va entrar com a regidor a l'Ajuntament d'Esplugues. En la sessió extraordinària del Ple de l'Ajuntament del 25 de febrer del 1956, va ser nomenat alcalde accidental d'Esplugues per renúncia de l'alcalde Gaietà Faura i Rodon. Fins aleshores havia estat primer tinent d'alcalde. Sis mesos més tard, en la sessió plenària del 10 de setembre, va ser nomenat "alcalde-president" de ple dret.
El 31 de març del 1963 va ser nomenat fill adoptiu d'Esplugues.
El 6 d'agost de 1969 va demanar el relleu en l'alcaldia d'Esplugues per motius personals i professionals. El 29 de desembre de 1969 va deixar el càrrec i el va succeir Josep Català i Soler. Va morir a la Palma de Cervelló l'any 2008.